# Vilafrancada
Vilafrancada (Vila-Francada, en portugués), un episodio de la historia de Portugal, es el nombre dado a la insurrección absolutista liderada por el infante portugués Miguel de Braganza en Vila Franca de Xira el 27 de mayo de 1823.

## Historia
El régimen liberal instaurado en Portugal por la Revolución constitucional del 24 de agosto de 1820 no satisfacía a los sectores más reaccionarios y retrógrados de las élites, que reclamaban la restauración del absolutismo y que tras el desastre económico de la Guerra Peninsular ansiaban un gobierno central fuerte en vez de las discusiones políticas propias del parlamentarismo impuesto. La naciente burguesía portuguesa aceptaba de buen grado el liberalismo en tanto le permitía asumir el poder político, pero excluyendo de éste al empobrecido pueblo llano. Este último, dependiente de la beneficencia de la Iglesia católica y de la aristocracia prefirió ponerse al lado del absolutismo al ser excluido del poder por la burguesía.
A la cabeza de los descontentos se encontraban la reina Carlota Joaquina de Borbón, esposa de Juan VI, que había rechazado jurar la Constitución de 1822 y por tanto estaba exiliada en Queluz, y el segundo hijo de los soberanos, el infante Don Miguel, heredero al trono después que su hermano mayor príncipe Pedro de Braganza renunciara a sus derechos para fundar y gobernar el Imperio de Brasil.

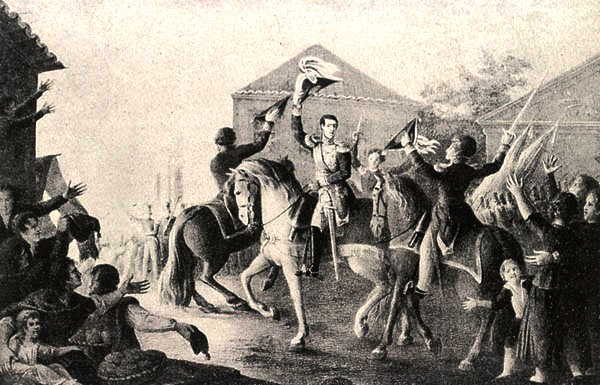
En príncipe Miguel entra a caballo en el Palacio de Bemposta, durante la Vilafrancada.

El año 1823 dio a los absolutistas portugueses la ocasión que esperaban. La invasión de la vecina España por los Cien Mil Hijos de San Luis para eliminar el régimen constitucional y reconducir al poder absoluto al rey Fernando VII animó el levantamiento del Conde de Amarante en el norte de Portugal y al partido de la reina a rebelarse abiertamente, confiando en el apoyo francés. El 27 de mayo de 1823, el infante Don Miguel se desplazó a Vila Franca y ahí se le unió un regimiento de infantería que debería haber ido a Almeida a reforzar la frontera contra los rebeldes del norte. Se lanzaron vivas a la monarquía absoluta, y se cree que el infante y la reina proyectaban la abdicación del propio rey Juan VI, que se mantenía fiel a la Constitución que había jurado ante la Cortes. Estos hechos le dieron el nombre a la revuelta de Vilafrancada, en recuerdo de la población donde el príncipe Miguel se unió a la sublevación.
Al final del mes, sin embargo, el rey Juan VI decidió tomar la dirección de la revuelta, animado por el levantamiento del Regimiento de Infantería N.º 18, que había ido al Palacio de Bemposta a lanzarle vivas como rey absoluto; partiendo para Vila Franca, el rey Juan obligó al infante Miguel de Braganza a sometérsele y regresó triunfalmente a Lisboa. Las Cortes se disolvieron, varios políticos liberales partieron al exilio y fue restaurado el régimen absolutista casi sin resistencia, pero Juan VI logró impedir el ascenso al poder del partido ultrarreaccionario y mantener su posición determinante en el ajedrez político, evitando la toma del poder por su esposa o su hijo Miguel. Los partidarios del absolutismo extremo no dejaron, sin embargo, de conspirar, y menos de un año más tarde estallaba una nueva revuelta absolutista, la Abrilada, que acabó con el exilio del propio infante Don Miguel.
La Vilafrancada fue sobre todo síntoma de las tensiones que la rapidez de los cambios políticos en el país habían llevado a la superficie y contribuyó a alimentar el clima de inestabilidad que continuó afectando al país hasta la Regeneración de fines del siglo XIX.